# Giuseppe Moioli
Giuseppe Moioli (Olcio di Mandello Lario, 8 augustus 1927 – aldaar, 5 mei 2025) was een Italiaans roeier.
Moioli won in de vier-zonder-stuurman de olympische titel tijdens de Olympische Zomerspelen 1948. Vier jaar later strandde Moioli in de herkansingen van de halve finale van de vier-zonder-stuurman. Bij Moioli's derde Olympische optreden viel hij met een vierde plaats net buiten de medailles in de vier-zonder-stuurman.
Moioli overleed op 97-jarige leeftijd.

## Resultaten
- Olympische Zomerspelen 1948 in Londen  in de vier-zonder-stuurman
- Olympische Zomerspelen 1952 in Helsinki herkansing halve finale in de vier-zonder-stuurman
- Olympische Zomerspelen 1956 in Melbourne 4e in de vier-zonder-stuurman

1904: Arthur Stockhoff & August Erker & Albert Nasse & George Dietz ·
1908: Robert Cudmore & James Angus Gillan & Duncan Mackinnon & Robert Somers-Smith ·
1924: Charles Eley & James MacNabb & Robert Morrison & Terence Sanders ·
1928: John Lander & Michael Warriner & Richard Beesly & Edward Bevan ·
1932: John Badcock & Hugh Edwards & Jack Beresford & Rowland George ·
1936: Rudolf Eckstein & Anton Rom & Martin Karl & Wilhelm Menne ·
1948: Giuseppe Moioli & Elio Morille & Giovanni Invernizzi & Franco Faggi ·
1952: Duje Bonačić & Velimir Valenta & Mate Trojanović & Petar Šegvić ·
1956: Archibald MacKinnon & Walter D'Hondt & Lorne Loomer & Donald Arnold ·
1960: Arthur Ayrault & Ted Nash & John Sayre & Richard Wailes ·
1964: John Ørsted Hansen & Bjørn Hasløv & Erik Petersen & Kurt Helmudt ·
1968: Frank Forberger & Frank Rühle & Dieter Grahn & Dieter Schubert ·
1972: Frank Forberger & Frank Rühle & Dieter Grahn & Dieter Schubert ·
1976: Siegfried Brietzke & Andreas Decker & Stefan Semmler & Wolfgang Mager ·
1980: [[Jürgen Thiele] & Andreas Decker & Stefan Semmler] & Siegfried Brietzke ·
1984: Les O'Connell & Shane O'Brien & Conrad Robertson & Keith Trask ·
1988: Roland Schröder & Thomas Greiner & Ralf Brudel & Olaf Förster ·
1992: Andrew Cooper & Nick Green & Mike McKay & James Tomkins ·
1996: Nick Green & Drew Ginn & James Tomkins & Mike McKay ·
2000: James Cracknell & Steve Redgrave & Tim Foster & Matthew Pinsent ·
2004: Steve Williams & James Cracknell & Ed Coode & Matthew Pinsent ·
2008: Tom James & Pete Reed & Andrew Triggs-Hodge & Steve Williams ·
2012: Alex Gregory & Pete Reed & Tom James & Andrew Triggs-Hodge ·
2016: Alex Gregory & Constantine Louloudis & George Nash & Mohamed Sbihi ·
2020: Alexander Purnell & Spencer Turrin  & Jack Hargreaves  & Alexander Hill ·
2024: Nick Mead & Justin Best & Michael Grady & Liam Corrigan